# Harpenfeld
Harpenfeld ist einer der 17 Ortsteile der Gemeinde Bad Essen im Landkreis Osnabrück in Niedersachsen mit etwa 650 Einwohnern.

## Geographie
Harpenfeld liegt an der B 65 und wird von dem südlich angrenzenden Bad Essen durch den Verlauf der Wittlager Kreisbahn getrennt.

## Geschichte
Der Ort wurde im Jahr 1074 erstmals urkundlich erwähnt. Am 1. Dezember 1910 hatte der Ort 501 Einwohner. Am 1. Juli 1972 wurde die bis dahin als Teil des Landkreises Wittlage selbstständige Gemeinde im Zuge der Gebietsreform in die neue Gemeinde Bad Essen eingegliedert.

## Ortsrat
Der Ortsrat, der den Ortsteil Harpenfeld vertritt, setzt sich aus fünf Mitgliedern zusammen. Die Ratsmitglieder werden durch eine Kommunalwahl für jeweils fünf Jahre gewählt. Die aktuelle Amtszeit begann am 1. November 2021 und endet am 31. Oktober 2026.
Bei der Kommunalwahl 2021 ergab sich folgende Sitzverteilung:
- Wählergemeinschaft Harpenfeld: 5 Sitze

## Kultur und Sehenswürdigkeiten
Westlich des Ortes liegt Schloss Hünnefeld aus dem 17. Jahrhundert. Im Osten der Gemarkung befindet sich die Dorfschmiede sowie die Stellmacherei.